# Unterschwaningen
Unterschwaningen est une commune de Bavière (Allemagne), située dans l'arrondissement d'Ansbach et le district de Moyenne-Franconie.

## Géographie

Situation d'Unterschwaningen dans l'arrondissement d'Ansbach

Unterschwaningen est située à l'est du Hesselberg, entre la vallée de l'Altmühl au nord et celle de la Wörnitz au sud, à la limite avec l'arrondissement de Weissenburg-Gunzenhausen, à 12 km au sud-ouest de Gunzenhausen et à 28,5 km au sud d'Ansbach, le chef-lieu de l'arrondissement.
Les communes de Kröttenbach, Dennenlohe et Oberschwaningen ont été incorporées à la commune d'Unterschwaningen dans les années 1970.

## Histoire
Le village d'Unterschwaningen se trouve sur l'emplacement du limes romain dont il reste des traces.
La première mention du village date 920 où est cité un seigneur du nom de Sweininga. En 1388 apparaît le nom de Unterschwaninger.
Après avoir été la propriété de diverses familles nobles, le village passe dans les domaines du margrave d'Ansbach en 1511.
Ces derniers y construisent divers châteaux dont le dernier date du XVIIIe siècle.
Unterschwaningen, après avoir été intégré au royaume de Bavière en 1806, fait partie de l'arrondissement de Dinkelsbühl jusqu'à la disparition de ce dernier.

## Démographie
| 1910   | 1933 | 1939 | 1950  | 1961 | 1979 | 2003 | 2009 |
| ------ | ---- | ---- | ----- | ---- | ---- | ---- | ---- |
| 1 041, | 931, | 847, | 1 282 | 953  | 843  | 918  | 868  |

## Lieux et monuments

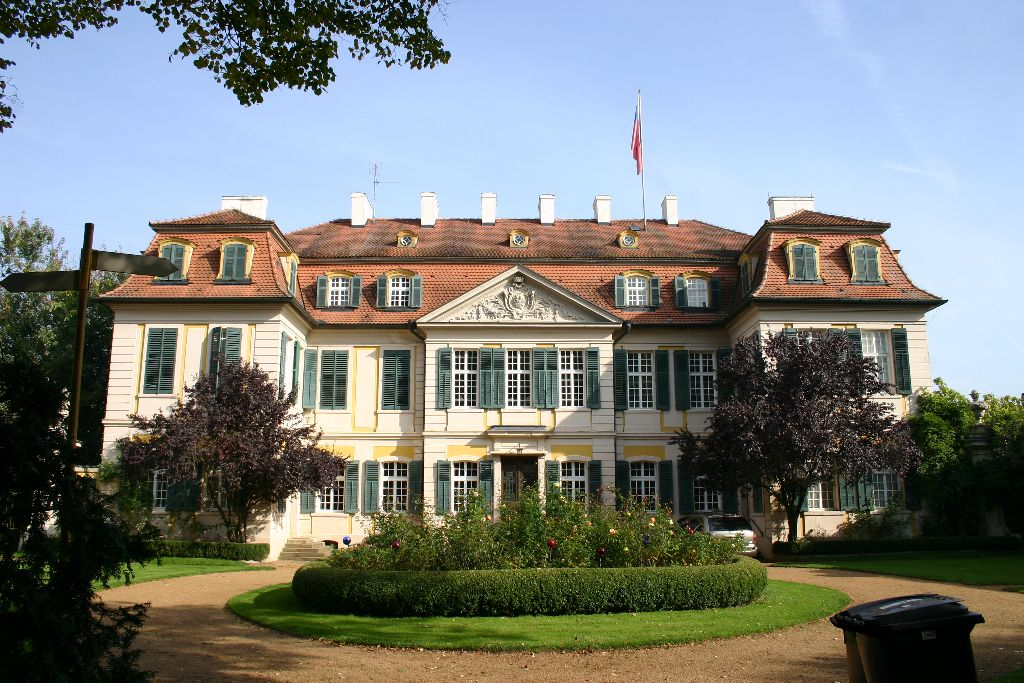
Le château de Dennenlohe

- Château baroque de Dennenlohe datant de 1734 avec son parc (jardin japonais, de rhododendrons), propriété privée ;
- Château baroque d'Unterschwaningen du XVIIIe siècle ;
- Lac de Dennenlohe (Dennenloher See) d'une superficie de 20 ha.

## Personnalités liées à la ville
- Johann Wolfgang Franck (1644-1710), compositeur né à Unterschwaningen.
- Samuel Naumbourg (1817-1880), compositeur né à Dennenlohe.